# Humberto de Araújo Benevenuto
Humberto de Araújo Benevenuto (Rio de Janeiro, 1903. augusztus 4. – ?) brazil labdarúgóhátvéd.